# Іпельске Предмостьє
Іпельске Предмостьє (словац. Ipeľské Predmostie) — село, громада округу Вельки Кртіш, Банськобистрицький край, центральна Словаччина, регіон Гонт. Кадастрова площа громади — 13,83 км².
Населення 629 осіб (станом на 31 грудня 2017 року).

## Історія
Іпельске Предмостьє вперше згадується в 1252 році.

## Населення
| Рік:            | 1994. | 2004.   | 2014.   | 2024.    |
| --------------- | ----- | ------- | ------- | -------- |
| Кількість осіб: | 689   | 635     | 633     | 547      |
| Різниця:        |       | -7,83 % | -0,31 % | -13,58 % |

| Рік:            | 2023. | 2024.   |
| --------------- | ----- | ------- |
| Кількість осіб: | 553   | 547     |
| Різниця:        |       | -1,08 % |